# Анура Бандаранаїке
Анура Пріядарші Соломон Діас Бандаранаїке (там. அனுரா பண்டாரநாயக்கா; 15 лютого 1949, Галле, домініон Цейлон — 16 березня 2008, Коломбо, Шрі-Ланка) — ланкійський політичний діяч, дипломат.

## Біографія
Закінчив Оксфордський університет, історичний та політологічний факультети.
Представник політичної династії Бандаранаїке — син екс-прем'єр-міністрів Шрі-Ланки — Соломона Бандаранаїке і Сірімаво Бандаранаїке, молодший брат екс-президента Чандрики Кумаратунга.
З 1977 — депутат Національних Народних Зборів Шрі-Ланки.
З 1983 по 1988 — лідер парламентської опозиції.
З 1993 по 1994 — міністр вищої освіти Шрі-Ланки.
З 1994 по 2000 — перебував у опозиції до уряду.
З 2000 по 2001 — голова Національних Народних Зброрів Шрі-Ланки.
З 2004 по 2007 — міністр туризму Шрі-Ланки.
У 2005 — міністр закордонних справ Шрі-Ланки.
У 2007 — міністр з питань національного спадку.